# فرانس يانسينس
فرانس يانسينس ، من مواليد 25 سبتمبر 1945 ، لاعب كرة قدم بلجيكي سابق.
لعب مع منتخب بلجيكا لكرة القدم.

## روابط خارجية
- فرانس يانسينس على موقع الاتحاد الدولي (مؤرشف)  (الإنجليزية)
- فرانس يانسينس على موقع الاتحاد البلجيكي (الإنجليزية)
- فرانس يانسينس على موقع قاعدة بيانات كرة القدم.إي يو (الإنجليزية)
- فرانس يانسينس على موقع ناشيونال فوتبول تيمز (الإنجليزية)
- فرانس يانسينس على موقع عالم كرة القدم.نت (الإنجليزية)